# 위뒤톱니근
위뒤톱니근(serratus posterior superior muscle), 또는 상후거근(上後鋸筋)은 등에 위치한 얇은 사각형의 근육이다. 등 위쪽 부분에서 마름근의 깊은 쪽에 존재한다.

## 구조
위뒤톱니근은 목덜미인대 아래쪽에서 나온 널힘줄과, C7, T1, T2, 때로는 T3의 가시돌기, 어깨뼈위인대에서 일어난다. 이후 갈비뼈각을 지나 둘째, 셋째, 넷째, 다섯째 갈비뼈의 위쪽 경계에 4개의 다육질 섬유로 닿는다.

## 기능
위뒤톱니근은 둘째부터 다섯째까지의 갈비뼈를 들어 올린다. 이를 통해 깊은 호흡을 돕는 호흡 보조근육 역할을 한다. 

## 추가 이미지

빨간색으로 표시된 위뒤톱니근.
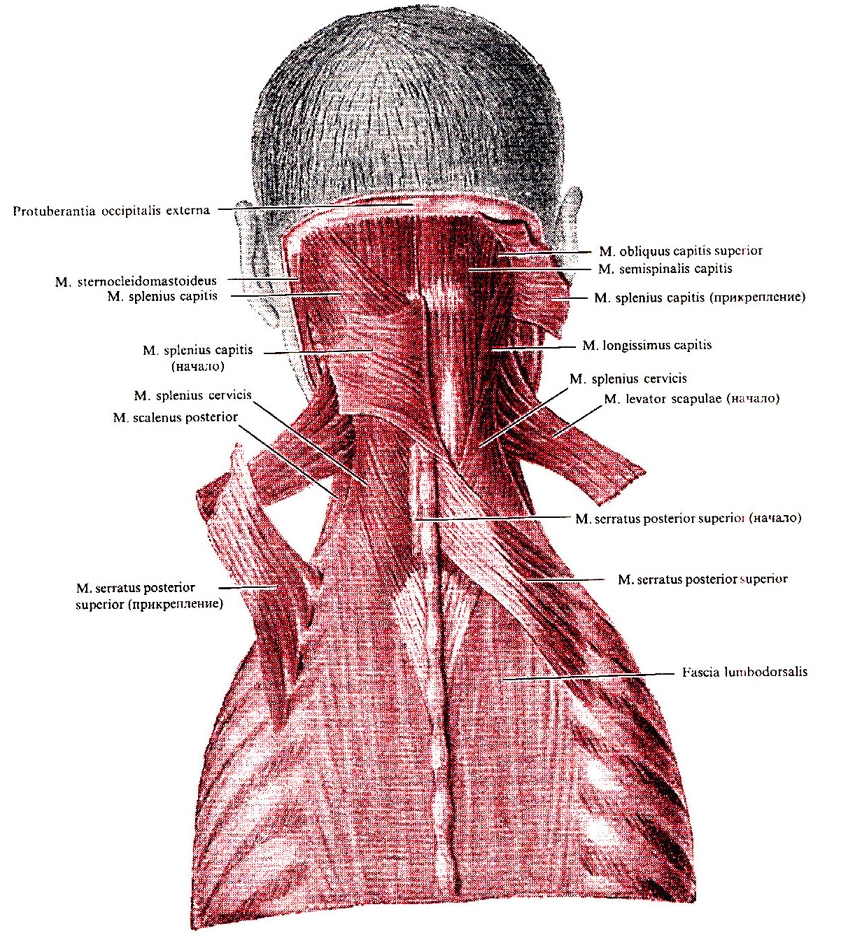
위뒤톱니근은 중앙 왼쪽과 오른쪽에 표시됨.

## 같이 보기
- 앞톱니근
- 아래뒤톱니근